# 2010年カタール・エクソンモービル・オープン
2010年カタール・エクソンモービル・オープン（英語：2010 Qatar ExxonMobil Open）は、2010年1月4日から1月9日にかけてカタール・ドーハのハリファ国際テニス競技場 にて開催されたATPツアー250シリーズ大会である。

## シード選手
| 国         | 選手                         | ランク1 | シード |
| ---------- | ---------------------------- | ------- | ------ |
| スイス     | ロジャー・フェデラー         | 1       | 1      |
| スペイン   | ラファエル・ナダル           | 2       | 2      |
| ロシア     | ニコライ・ダビデンコ         | 6       | 3      |
| ロシア     | ミハイル・ユージニー         | 19      | 4      |
| セルビア   | ビクトル・トロイツキ         | 29      | 5      |
| スペイン   | アルベルト・モンタニェス     | 31      | 6      |
| クロアチア | イボ・カロビッチ             | 37      | 7      |
| スペイン   | ギリェルモ・ガルシア＝ロペス | 41      | 8      |

## 主催者推薦
以下の3名が主催者推薦で出場した。
- ユーネス・エル・アイナウイ
- アブドゥラ・ハッジ
- カリム・マモウン

## 予選勝者
- ベンジャミン・ベッカー
- スティーブ・ダルシス
- ライラー・デハート
- ミハイル・ククシュキン

## 優勝

### シングルス
ニコライ・ダビデンコ def.  ラファエル・ナダル, 0-6, 7-6(8), 6-4.
- ダビデンコがシーズン1度目、ツアー通算20度目のシングルスタイトルを獲得した。

### ダブルス
ギリェルモ・ガルシア＝ロペス /  アルベルト・モンタニェス def.  フランティシェク・チェルマク /  ミハル・メルティナク, 6–4, 7–5.